# Списак језичких породица

## Класификација језичких породица

### Европа,АзијаиАфрика
На подручју Европе, Азије и Африке постоје следеће примарне језичке породице:
- Индоевропска
- Уралска
- Алтајска
- Североисточнокавкаска
- Северозападнокавкаска
- Јужнокавкаска
- Афро-азијска
- Дравидска
- Јукагирска
- Чукотско-камчатска
- Јенисејско-остјачка
- Кинеско-тибетска
- Хмонг-Миенска
- Јапанска
- Таи-Кадаи
- Аустро-азијска
- Аустронезијска
- Андаманска
- Нигер-кордофанска
- Нилско-сахарска
- Којсанска

Лингвисти се споре да ли кавкаски језици чине јединствену језичку породицу, или су овде у питању две (јужнокавкаска, севернокавкаска) или чак три (јужнокавкаска, северозападнокавкаска, североисточнокавкаска) засебне језичке породице. Спорно је и постојање алтајске језичке породице, коју неки лингвисти деле на три засебне породице (турску, монголску, тунгуско-манџурску).
Којсански и андамански језици се понекад такође класификују у више одвојених језичких породица (којсански језици у три, а андамански у две одвојене породице), док се неке гране нигер-кордофанских и нилско-сахарских језика понекад сматрају засебним језичким породицама.
Уралски и јукагирски језици се, према неким мишљењима, класификују у уралско-јукагирску породицу, док се јенисејско-остјачки језици сврставају у дене-јенисејску породицу, заједно са На-Дене језицима са америчког континента.
На овом подручју су постојале и данас изумрле језичке породице као тирсенска или хуро-урартска (ова последња је, према неким мишљењима, сродна кавкаским језицима).

### Америка
Према најширој класификацији, језици америчког континента се могу сврстати у три језичке породице:
- Америндијанска
- На-Дене
- Ескимско-алеутска

Постојање америндијанске језичке породице је спорно и многи лингвисти језике из ове породице радије класификују у већи број мањих језичких породица.
Језичке породице у северној и централној Америци:
- Алгичка
- Кадоанска
- Чимакуанска
- Коахуилтеканска
- Галфска
- Хоканска
- Хуавеанска
- Ироквојска
- Кереска
- Кајова таноанска
- Мајанска
- Мисумалпанска
- Михе-сокеанска
- Мускогеанска
- Ото-мангуеанска
- Пенутијска
- Салишанска
- Сиованска
- Субтиаба-тлапанечка
- Тотоначка
- Јуто-астечка
- Вакашанска
- Јукијска

Језичке породице у јужној Америци и на Карибима:
- Алакалуфанска
- Арауканска
- Араваканска
- Арутани-сапејска
- Ајмаранска
- Барбакоан-паезанска
- Кахуапананска
- Карипска
- Чапакура-ванхамска
- Чибчанска
- Чокоска
- Чонска
- Хивароанска
- Катукинанска
- Луле-вилеланска
- Макро-Же
- Маку
- Маскојанска
- Матако-гуаикуруска
- Мосетенанска
- Мура
- Намбикуаранска
- Паноанска
- Пеба-јагуанска
- Кечуанска
- Саливанска
- Такананска
- Туканоанска
- Тупијска
- Уру-чипајанска
- Витотоанска
- Јаномамска
- Замукоанска
- Запароанска

### Аустралија и Нова Гвинеја
Према најширој класификацији, језици Аустралије и Нове Гвинеје се могу сврстати у три језичке породице:
- Папуанска (Индо-Пацифичка)
- Аустралијска
- Тасманска

Постојање све три од ових језичких породица је спорно и многи лингвисти језике из ових породица радије класификују у већи број мањих језичких породица.
Према ужој класификацији, папунски језици спадају у следеће породице:
- Амто-мусанска
- Источна птичија глава
- Источнопапуанска
- Залив Гелвинк
- Квомтари-баибаи
- Лефт Меј
- Сепик-Раму
- Ско
- Торичели
- Трансновогвинејска
- Западнопапуанска

## Изолати
Поред језика који се према међусобном сродству могу сврстати у језичке породице, постоје и језици који нису сродни ни једном другом језику. Овакви језици се називају изолати.
У Европи, Азији и Африци постоје следећи језици изолати:
- Баскијски језик
- Буришки језик
- Аину језик
- Гиљачки језик
- Корејски језик
- Кусунда језик
- Нихали језик

Поред постојећих језика изолата, у прошлости су постојали и други језици који се сврставају у изолате, као што су еламитски, сумерски или хатски.
Јапански језик, са својим дијалектима, се понекад такође класификује као изолат, док према другим мишљењима ови јапански дијалекти представљају посебне језике, због чега се ова група језика/дијалеката често класификује као Јапанска језичка породица.
Језици Хадза и Сандаве, који се обично сврставају у којсанску језичку породицу се, према другим мишљењима, сматрају изолатима. Такође, језик Бангиме, који се раније сврставао у нигер-кордофанске језике, се данас радије класификује као изолат.
Одређен број изолата се такође говори у Америци, Аустралији и на Новој Гвинеји, али се према широј класификацији ови језици често сврставају у америндијанску, аустралијску или папуанску језичку породицу.

## Некласификовани језици
Одређени број недовољно познатих или недовољно проучених језика се не могу класификовати у неку од постојећих језичких породица, нити се може потврдити да су у питању изолати. У ову групу спадају језици као што су иберски, пиктски, каскијски, кимерски, итд.

## Језичке породице према броју говорника
У табели су приказане језичке породице и изоловани језици са више од 300.000 говорника
| Ранг | Језичка породица       | језика укупно | језика живих | Број говорника | Подручје                                                                     |
| ---- | ---------------------- | ------------- | ------------ | -------------- | ---------------------------------------------------------------------------- |
| 1    | Индо-европски          | 280           | 220          | 2.675 мил.     | Европа, југозападна и Јужна Азија; данас раширена у целом свету              |
| 2    | Сино-тибетански        | 343           | 335          | 1.288 мил.     | Кина, Хималаји, Југоисточна Азија                                            |
| 3    | Нигер-конгоански       | 1.386         | 1.364        | 354 мил.       | западна, Централна и Јужна Африка                                            |
| 4    | Афро-азијски           | 354           | 311          | 347 мил.       | Северна Африка, Блиски исток                                                 |
| 5    | Аустронезијски         | 1144          | 1119         | 296 мил.       | Малајско полуострво, Филипини, Индонезија, Океанија, Мадагаскар              |
| 6    | Дравидски              | 27            | 27           | 220 мил.       | Јужна и средња Индија; делом северна Индија; Пакистан                        |
| 7    | Туркијски              | 41            | 37           | 160 мил.       | западна и средња Азија, Источна Европа, североисточни Сибир                  |
| 8    | Јапанско-рјукју        | 4             | 4            | 126 мил.       | Јапан, Окинава                                                               |
| 9    | Аустроазијски          | 157           | 156          | 95 мил.        | североисточна Индија, Југоисточна Азија                                      |
| 10   | Таи-кадаи              | 69            | 68           | 83 мил.        | јужна Кина, Југоисточна Азија                                                |
| 11   | Корејски               | 1             | 1            | 78 мил.        | Кореја                                                                       |
| 12   | Нило-сахарски          | 196           | 188          | 34 мил.        | област јужне Сахаре, Судан                                                   |
| 13   | Уралски                | 31            | 28           | 24 мил.        | североисточна Европа, Мађарска, област Урала, западни Сибир                  |
| 14   | Кечуа                  | 39            | 38           | 10 мил.        | Перу, Еквадор, Колумбија, Боливија, Аргентина                                |
| 15   | Монголски              | 14            | 14           | 7,5 мил.       | Монголија, северна Кина; Бурјатија, Калмикија                                |
| 16   | Хмонг-мијен (мјао-јао) | 21            | 21           | 6,3 мил.       | јужна Кина, север Југоисточне Азије                                          |
| 17   | Тупи                   | 74            | 60           | 5,3 мил.       | Парагвај, Боливија, Бразил                                                   |
| 18   | Јужнокавкаски          | 4             | 4            | 4,5 мил.       | Грузија; део Турске                                                          |
| 19   | Маја                   | 33            | 31           | 4,2 мил.       | Мексико, Гватемала, Белиз                                                    |
| 20   | Трансновогвинејски     | 533           | 530          | 3,2 мил.       | Нова Гвинеја, Тимор                                                          |
| 21   | Нахо-дагестански       | 29            | 29           | 3,0 мил.       | Русија: Чеченија, Ингушетија, Дагестан                                       |
| 22   | Ару                    | 3             | 3            | 2,2 мил.       | Боливија, Перу, Чиле, Аргентина                                              |
| 23   | Ото-манге              | 21            | 19           | 2,0 мил.       | Мексико, Никарагва, Костарика                                                |
| 24   | Јуто-астечки           | 32            | 22           | 1,6 мил.       | запад САД-а, северозападни и централни Мексико                               |
| 25   | Абхазо-адигијски       | 5             | 4            | 1,1 мил.       | северозападни Кавказ: Абхази, Абазини, Черкези (Адиги, Черкези и Кабардинци) |
| 26   | Баскијски              | 1             | 1            | 800 хиљ.       | Баскија: североисточна Шпанија, југозападна Француска (област Пиринеја)      |
| 27   | Аравачки               | 83            | 45           | 640 хиљ.       | Средња Америка, Кариби, северна и централна Јужна Америка                    |
| 28   | Араукански             | 2             | 2            | 450 хиљ.       | Чиле, Аргентина                                                              |
| 29   | Западнопапуански       | 25            | 25           | 310 хиљ.       | Халмахера, Иријан                                                            |